# 드럼 브레이크

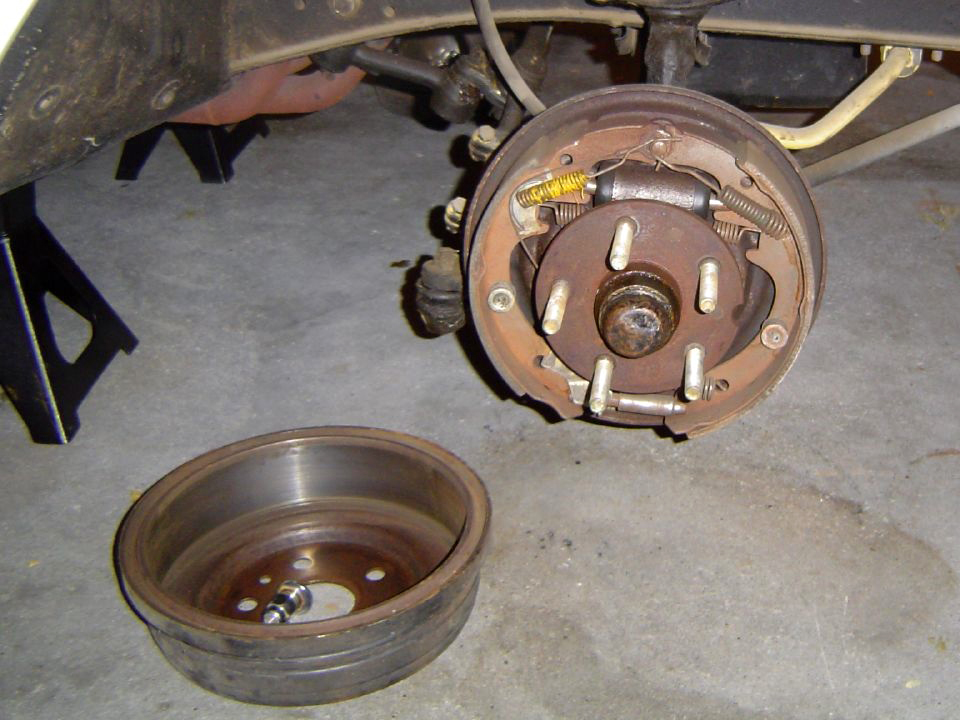

드럼 브레이크(drum brake)는 브레이크 드럼이라고 불리는 회전하는 그릇(bowl) 모양의 부품에 대해 바깥쪽으로 누르는 신발 세트 또는 패드에 의해 발생하는 마찰을 이용하는 브레이크이다.
드럼 브레이크라는 용어는 일반적으로 슈가 드럼 내부 표면을 누르는 브레이크를 의미한다. 신발이 드럼 바깥쪽을 누르는 것을 보통 걸쇠 브레이크라고 한다. 드럼이 두 개의 슈 사이에 끼어 있는 경우 기존 디스크 브레이크와 유사하게 핀치 드럼 브레이크라고도 부르지만 이러한 브레이크는 상대적으로 드물다. 밴드 브레이크라고 불리는 관련 유형은 드럼 외부를 감싸는 유연한 벨트 또는 "밴드"를 사용한다.

## 같이 보기
- 자전거 제동기
- 디스크 브레이크